# Actinotaenium
Actinotaenium  là một chi Song tinh tảo trong họ Desmidiaceae.

## Hình ảnh

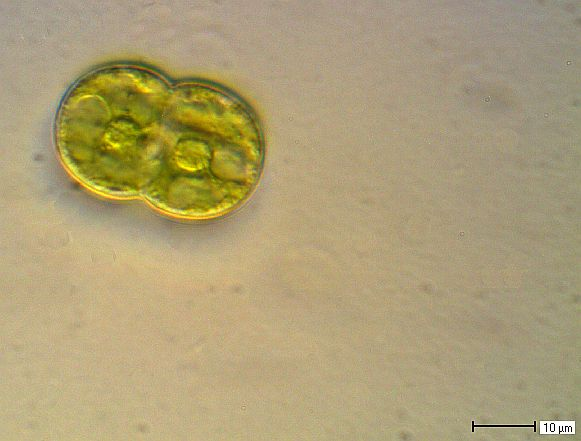